# Thika (huyện)
Huyện Thika là một huyện thuộc tỉnh Central ở Kenya. Theo điều tra dân số ngày 24 tháng 8 năm 1999, huyện này có dân số 645713 người. Huyện Thika có diện tích 1960 km². Huyện lỵ đóng tại Thika.